# Cràter de Batagaika
El cràter de Batagaika és una depressió del termokarst a la zona de Txerski. És el permagel més gran del món, pertany administrativament a la República de Sakha, Rússia, i es troba al seu districte de Verkhoiansk.

## Descripció
La depressió té la forma d’una escletxa d’un quilòmetre de llarg fins a 100 metres de profunditat i creix al taigà de Sibèria Oriental, situada a 10 km (6.2 mi) sud-est de Batagai i 5 km (3.1 mi) nord-est de l’assentament Esse-Khaia, al voltant de 660 km (410 mi) nord-nord-est de la capital Iakutsk. L'estructura rep el nom del propi Batagayka, un afluent dret del riu Yana. El terreny va començar a enfonsar-se a causa del desgel del permagel als anys seixanta després de la neteja del bosc circumdant. Les inundacions també van contribuir a l'ampliació del cràter. Els paleontòlegs han trobat fòssils de l'edat del gel enterrats al fang al voltant de la vora del cràter. La vora és extremadament inestable, ja que hi ha esllavissades regulars al cràter i el permagel es descongela constantment. El cràter segueix creixent cada any.

Segons Mary Edwards de la Universitat de Southampton, el procés d'erosió que augmenta la mida del cràter es produeix de la següent manera:
"Per sota del penya-segat, els turons escarpats i els barrancs cauen al pis de Batagaika. A mesura que es fon i es desfà més del material a la part inferior del pendent, s'exposa a l’aire una cara més gran, que al seu torn augmenta la velocitat de descongelació del permafrost. El cràter probablement menjarà per tot el vessant del turó abans que s'alenteixi. Cada any, tan aviat com les temperatures superin les gelades, començarà a passar de nou. Un cop exposat alguna cosa així, és molt difícil aturar-lo ".
Segons una investigació publicada el 2016, la paret del cràter ha crescut una mitjana anual de 10 metres anuals durant un període d’observació de deu anys.

## Fòssils
La ràpida expansió del cràter està descobrint una gran quantitat de materials fossilitzats, inclosos boscos antics i pol·len i cadàvers d'animals com el de bou almesc, mamuts i cavalls, juntament amb altres animals. També permet conèixer de 200.000 a 650.000 anys de dades climàtiques.